# John Steenhuisen
John Henry Steenhuisen (nascido em 25 de março de 1976) é um político sul-africano atual líder da oposição desde outubro de 2019 e líder do Aliança Democrática (AD) desde novembro de 2020, tendo servido como líder interino por um ano entre novembro de 2019 e novembro de 2020. Foi líder de bancada da oposição entre maio de 2014 e outubro de 2019.
Nascido em Durban, matriculou-se na Northwood Boys' High School. Steenhuisen se filiou ao Partido Democrata e foi eleito para o Conselho Municipal de Durban em 1999 como conselheiro de Durban Norte . Em 2000, a Aliança Democrática foi formada e ele foi eleito vereador do recém-formado Município Metropolitano de eThekwini nas eleições municipais daquele ano. Ele foi nomeado líder da convenção política do AD em 2006.
Após as eleições de 2009, tornou-se membro da Legislatura de KwaZulu-Natal e foi nomeado líder da convenção política do AD. Pouco depois, Steenhuisen foi eleito líder provincial do partido em KwaZulu-Natal, cargo que ocupou até renunciar em outubro de 2010, em meio a um caso extraconjugal. Ingressou na Assembleia Nacional em julho de 2011 e tornou-se Ministro-sombra da Governação Cooperativa e dos Assuntos Tradicionais em fevereiro de 2012, após a sua nomeação por Lindiwe Mazibuko .
Em 2014, Steenhuisen foi nomeado líder de bancada da oposição por Mmusi Maimane, o recém-eleito líder parlamentar do AD e líder da oposição oficial. Ele serviu como líder de bancada até outubro de 2019, quando Maimane renunciou ao cargo de líder oficial da oposição e líder do partido. Pouco depois, Steenhuisen foi eleito sem oposição para substituí-lo como líder da oposição. Em novembro de 2019, foi eleito líder interino do AD, após derrotar Makashule Gana, um parlamentar de Gauteng. Um ano depois, foi eleito líder para um mandato completo no Congresso Federal do partido, derrotando Mbali Ntuli, um parlamentar de KwaZulu-Natal. Ele foi reeleito para outro mandato como líder do partido em 2 de abril de 2023.

## Infância e educação
Steenhuisen nasceu em Durban e matriculou-se na Northwood Boys' High School, uma escola secundária de ensino médio inglês em Durban em 1993. Ele não possui diploma universitário. Certa vez, ele disse ao Parlamento que se matriculou no bacharelado em política e direito na Universidade da África do Sul em 1994, mas não conseguiu terminar o curso devido a circunstâncias profissionais e financeiras.

## Carreira política
Steenhuisen começou como um ativista comum do Partido Democrata (antecessor da Aliança Democrática ) antes de se tornar um parlamentar.

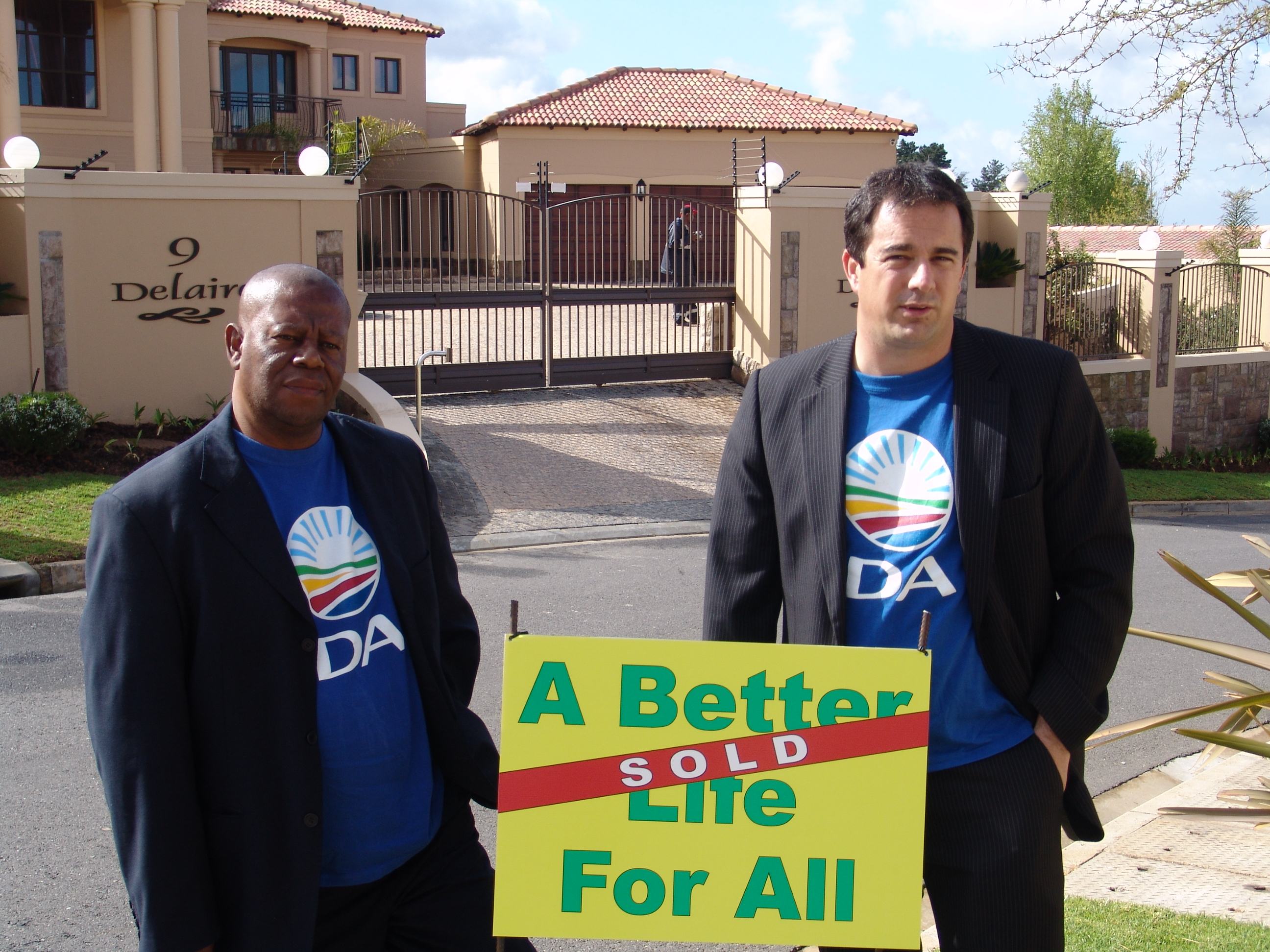
Winston Rabotapi e Steenhuisen em 2011.

Aos 22 anos, em 1999, Steenhuisen foi eleito para o então Conselho Municipal de Durban como conselheiro do DP para Durban Norte. Ele era o vereador mais jovem da época. Nas eleições municipais de 2000, o Município Metropolitano de eThekwini foi formado e Steenhuisen foi eleito conselheiro do recém-criado AD. Ele continuou a servir como conselheiro ordinário até sua nomeação como líder da bancada do AD em 2006. Nesse mesmo ano, foi designado para atuar na Comissão Executiva da cidade.
Steenhuisen foi eleito para a Legislatura de KwaZulu-Natal nas eleições gerais de 2009. A nova convenção do AD o elegeu como líder, substituindo o veterano do partido, Roger Burrows. Na sessão inaugural, ele desafiou Zweli Mkhize do Congresso Nacional Africano para o cargo de primeiro-ministro, mas perdeu depois de receber 7 votos em comparação com os 68 votos de Mkhize.
Ele foi eleito líder provincial de KwaZulu-Natal da Aliança Democrática no Congresso Provincial do partido realizado no mesmo ano. Steenhuisen ocupou este cargo até 24 de outubro de 2010, depois de anunciar em 18 de outubro sua intenção de renunciar em meio à divulgação de um caso extraconjugal. Steenhuisen continuou a servir como MPL e líder da bancada do AD até sua mudança para a Assembleia Nacional.

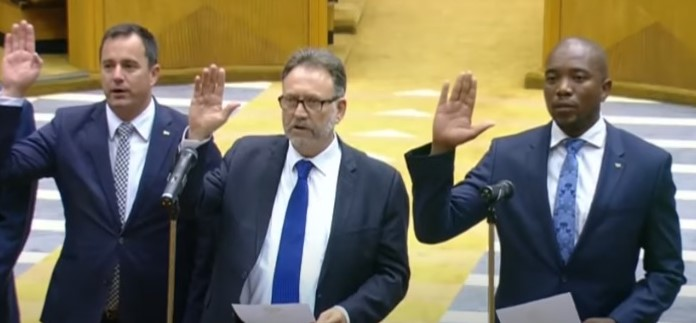
Steenhuisen (à esquerda), James Selfe (centro) e Mmusi Maimane prestando juramento em 22 de maio de 2019.

Steenhuisen juntou-se à Assembleia Nacional em 19 de julho de 2011, substituindo Mark Steele, um deputado do AD que, por sua vez, assumiu o assento de Steenhuisen na legislatura de KwaZulu-Natal. Em fevereiro de 2012, Steenhuisen foi nomeado por Lindiwe Mazibuko como Ministro-sombra da Governança Cooperativa e Assuntos Tradicionais. Atualmente é membro do Comitê de Regras. Anteriormente, atuou como membro do Comitê Permanente Conjunto de Gestão Financeira.
Em 2012, declarou candidatura a vice-presidente do Conselho Federal do AD. Ele perdeu para Thomas Walters no Congresso Federal do partido.
Steenhuisen foi nomeado chefe da bancada parlamentar do AD por Mmusi Maimane em 29 de maio de 2014. Ele foi reconduzido ao cargo em maio de 2019.

## Liderança da Aliança Democrática

### Eleições de liderança

#### Eleições de liderança provisória de 2019
Mmusi Maimane renunciou ao cargo de líder federal e líder parlamentar do AD em outubro de 2019, fazendo com que Steenhuisen perdesse o cargo de líder de bancada. O vice de Steenhuisen, Jacques Julius, serviu então como chefe interino. Steenhuisen declarou sua candidatura para suceder Maimane como líder parlamentar e foi eleito sem oposição em 27 de outubro de 2019. Ele anunciou formalmente em 28 de outubro que concorreria à liderança federal do partido. Ele foi eleito líder interino do partido em 17 de novembro, derrotando Makashule Gana, parlamentar de Gauteng.

#### Congresso Federal 2020
Em 15 de fevereiro de 2020, ele declarou sua intenção de buscar um mandato completo como Líder Federal do AD no Centro Comunitário Helênico em Mouille Point, Cidade do Cabo. O partido estava programado para eleger sua nova liderança no Congresso Federal em maio de 2020, mas isso foi adiado devido à pandemia de COVID-19. Consequentemente, Steenhuisen suspendeu todas as atividades de campanha.
Em maio de 2020, o Conselho Federal do AD, o segundo órgão máximo de decisão, resolveu realizar a conferência virtualmente entre 31 de outubro e 1 de novembro, uma medida que alguns críticos denunciaram como sendo favorável à campanha de Steenhuisen, uma vez que ele tem perfil público e acesso às estruturas partidárias, lhe dando vantagem. Ele enfrentou o Mbali Ntuli, parlamentar de KwaZulu-Natal, pela posição. À medida que a campanha avançava, ele recebeu o apoio de membros proeminentes do partido, incluindo o líder provincial do Cabo Ocidental, Bonginkosi Madikizela, e o presidente federal interino, Ivan Meyer. Em 1 de novembro de 2020, Steenhuisen foi anunciado como o novo líder do partido.

#### Congresso Federal de 2023
Em 1º de novembro de 2022, Steenhuisen anunciou sua intenção de buscar a reeleição no Congresso Federal do AD em 2023. Steenhuisen lançou sua campanha para a reeleição em 19 de novembro na Cidade do Cabo. Ele disse aos apoiadores que embora as coisas tenham melhorado no AD, ainda havia desafios. Steenhuisen também admitiu que as coligações eram difíceis de gerir, uma vez que o partido governa quatro dos oito municípios metropolitanos e vários municípios em todo o país através de governos de coligação. Apesar do êxodo contínuo de líderes negros do partido e da forte influência da presidente do Conselho Federal, Helen Zille, na tomada de decisões, Steenhuisen foi considerado por analistas políticos como alguém que conquistaria facilmente a reeleição no Congresso Federal. No Congresso Federal do partido, em 2 de abril de 2023, foi anunciado que Steenhuisen havia conquistado um segundo mandato como líder do partido, derrotando o ex-prefeito de Joanesburgo, Mpho Phalatse .

### Posse

#### Resultados eleitorais
Steenhuisen liderou a Aliança Democrática nas eleições municipais nacionais de 2021. Ele disse numa entrevista ao News24 em setembro de 2021: "A mensagem central do AD nesta eleição não é sobre o ANC. É sobre o AD. Estaremos conversando com os sul-africanos sobre o que temos a oferecer. Não apenas uma crítica do ANC, mas diga: 'O AD faz o seu trabalho'." Em 25 de setembro de 2021, Steenhuisen divulgou o manifesto eleitoral do promotor. Ele disse que o manifesto era um modelo para “um governo local que funciona”.
Ao longo da campanha, Steenhuisen alertou que votar em partidos menores poderia ajudar e encorajar o ANC e a EFF e que esses partidos não estavam interessados em enfrentar o ANC, apenas o AD. O Partido da Liberdade Inkatha (IFP) chamou o DA de 'arrogante' devido às suas mensagens eleitorais que desencorajavam os eleitores a votarem em partidos menores. No início de outubro de 2021, a promotoria afixou cartazes eleitorais polêmicos no subúrbio de maioria indiana de Phoenix, em KwaZulu-Natal, que diziam: "O ANC chamou vocês de racistas. O AD chamou vocês de heróis". Durante os motins e saques que afetaram a província em Julho de 2021, os residentes de Phoenix formaram cidadãos vigilantes armados para proteger a comunidade devido à falta de resposta da polícia. Conflitos violentos ocorreram entre residentes e negros de municípios próximos, como Inanda, e resultaram na morte de 36 pessoas, aumentando as tensões raciais entre sul-africanos negros e indianos. Os cartazes foram denunciados por vários partidos políticos e o AD foi acusado de explorar o medo e aprofundar divisões para obter ganhos eleitorais. Steenhuisen defendeu os cartazes e disse que o partido não pediria desculpas por colocá-los. Mais tarde, o partido pediu desculpas pelos cartazes e começou a removê-los.
Nas eleições municipais de 1 de novembro de 2021, o apoio eleitoral do AD diminuiu. O partido conquistou 1.396 cadeiras municipais, controle total de 11 municípios e era o partido líder em 23 municípios. O partido perdeu 386 cadeiras e o controle total de 8 municípios. Apesar do declínio do partido, o partido conquistou o controlo do Município Local de uMngeni em KwaZulu-Natal, tornando-o o primeiro município administrado pelo AD na província. Em vários municípios e grandes municípios metropolitanos, nenhum partido obteve maioria absoluta. O partido manteve então discussões de coligação com a ActionSA, a Freedom Front Plus, o Partido Democrata Cristão Africano e vários outros partidos políticos. As negociações da coligação quase ruíram depois de o partido ter se recusado a votar em Herman Mashaba, ex-prefeito de Joanesburgo e presidente da ActionSA, para se tornar novamente prefeito de Joanesburgo. Em 22 de novembro de 2021, o AD recuperou o controle da cidade de Joanesburgo e ganhou o controle da cidade de Ekurhuleni pela primeira vez depois que o presidente da ActionSA, Mashaba, convenceu a liderança dos Combatentes pela Liberdade Econômica a votar nos candidatos a prefeito do AD. As negociações da coligação foram então retomadas e o AD e os seus parceiros de coligação assinaram um acordo para governar vários municípios em 16 de dezembro de 2021.

#### Visita de 2022 à Ucrânia
Em abril de 2022, John Steenhuisen fez uma viagem de seis dias para “investigação de fatos” à Ucrânia. A sua viagem foi criticada por muitos que disseram que ele deveria concentrar-se nas questões locais sul-africanas. Em resposta, Steenhuisen afirmou que “As críticas por visitar a Ucrânia não são justas e são imaturas”. Depois de inicialmente se recusar a revelar os financiadores da viagem, Steenhuisen revelou mais tarde que a viagem foi financiada pela Fundação Brenthurst. Após a viagem, Steenhuisen deu uma breve conferência de imprensa, mas sem perguntas.

#### Pandemia do covid-19
Durante a Pandemia de COVID-19, o AD lançou um canal de informações sobre o coronavírus. Em 8 de maio de 2020, Steenhuisen fez um discurso no qual apelou ao fim do bloqueio nacional. Steenhuisen chamou o bloqueio de “destrutivo” e disse: “não há mais justificativa para manter este bloqueio rígido em vigor”. Disse também que a Procuradoria tinha escrito ao Fundo Monetário Internacional e apresentado uma queixa à PAIA para obter a ata da decisão do Conselho de Comando Nacional de manter a proibição do tabaco.

## Vida pessoal
Atualmente reside em uMhlanga (uma cidade costeira sofisticada em KwaZulu Natal) e é torcedor do time de rugby Sharks e do clube de futebol AmaZulu FC. Steenhuisen foi casado por 10 anos com Julie Steenhuisen (nascida Julie Wright), também nativa de Durban. Eles se divorciaram em outubro de 2010 em meio ao caso de Steenhuisen com Terry Beaumont, esposa do ex-diretor do AD em KwaZulu-Natal, Michael Beaumont. Steenhuisen tem duas filhas do primeiro casamento, Caro e Ashleigh. Desde 2014 é casado com Terry Beamount, com quem uma filha, Olivia. Ele é fluente em inglês e africâner.